# Смаль Юлія
Смаль Юлія (нар. 31 грудня 1979) — прозаїк, поетеса, казкарка, журналістка, педагог І категорії, пластунка.

## Біографія
Юлія Смаль, справжнє ім'я - Юлія Олександрівна Куманська, народилася 31 грудня 1979 року на Далекому Сході, на Зеленому Клині. Згодом (1984 рік) переїхала з батьками до Луцька. В 1986 році пішла до школи, де в 1990 році вступила до лав Національної скаутської організації України — Пласт, присягу склала в 1992, іменована пластункою-розвідувачкою в 1996 році. Після школи закінчила хіміко-біологічний профіль Волинського обласного ліцею інтернату природничного профілю (тепер це Волинський науковий ліцей-інтернат Волинської обласної ради), потім — Волинський державний університет імені Лесі Українки, за освітою — магістр хімії. Також має диплом із філології, кандидатка філологічних наук в галузі української літератури, дисертацію на тему "Екологічні аспекти сучасної літератури для дітей (на матеріалі творів З. Мензатюк, О.Ільченка, І.Андрусяка)" захистила в 2020 році.
З 2002 року працювала вчителькою хімії в одній з Луцьких шкіл. Три роки жила і працювала в Києві, в школі і в редакції малесенького видавництва, з тих пір Київ залишився улюбленим місцем і містом на планеті.
З 2014 мешкала в Китаї, в маленькому (півмільйонному) містечку Піньху, провінції Джедзянг, неподалік Шанхаю. Працювала вчителем англійської мови в мовних центрах.
З серпня 2019 року проживає в місті Вайден (Weiden in der Oberpfalz), Німеччина.

## Творчість
Після народження дітей з'явилося бажання щось описувати, складати у рядочки, писати вірші і казки. Почала писати фантастичні оповідання й маленькі новели — love stories, які виставляла в інтернет. Перша казка «Оленчині черевички» була опублікована в журналах «Ангелятко», «Мамине сонечко» і в тернопільській газеті «Свобода».
Пише вірші і прозу для дітей і дорослих. На деякі вірші є пісні. Літературна кар'єра активізувалася саме з переїздом за кордон. Для видавництва «Смірна» написала дві біблійні переповідки, кожна з яких окремими книжками вийшли у вигляді розмальовок.
Юлія Смаль була учасником проектів «Християнська читанка» і «Різдвяна чудасія». Вона є авторкою «Абетки» (на пару з Марисею Рудською як художницею) і «Розмальовок та загадок ведмедя Веніаміна» (ілюстрував Віталій Січкарчук), також електронного проекту «Пригоди в Догориногами світі», який розмальовувала Світлана Балух. Публікувалася в журналах «Пізнайко», «Мамине сонечко», «Ангелятко» та ін. Книжки для дітей «Цікава хімія. Життєпис речовин», «Лист до Миколая», «Лесеві історії. Експериментуй і дізнавайся».
Поза тим має досвід роботи в журналістиці. Її матеріали можна знайти в інтернеті за ключовими словами Юля (Юлія) Смаль. Останній великий матеріал виходив в Кані. В Шанхаї була виховницею в пластовому гуртку «Шанхайські дракони». У Юлії є свій хімічний сайт.

### Творчий доробок
- 2012 — «Абетка» (видавництво Фоліо);
- 2012 — «Абетка. Розмальовка» (видавництво Фоліо);
- 2014 — «Теплі історії з корицею» (видавництво Брайт-букс);
- 2014 — колективна збірка оповідань «теплі історії про дива, коханих і рідних» (видавництво  «Брайт Стар Паблішинг», Київ)
- 2016 — колективна збірка малої прози «Аеропорт і…» серії «Дорожні історії» (редакція Міли Іванцової);
- 2016 — «Хто повірить Елеонорі Чайці» (видавництво Брайт-букс);
- 2016 — «Китайський щоденник української мами» (видавництво «КМ-БУКС»);
- 2016 — «Цікава хімія. Життєпис речовин» (видавництво Старого Лева);
- 2018 — «Лист до Миколая» (видавництво Старого Лева);
- 2018 — колективна збірка про видатних жінок «Це зробила вона» (видавництво «Видавництво»)
- 2018 — колективна збірка оповідань «Теплі історії в конвертах» (видавництво  «Брайт Стар Паблішинг»)
- 2019 — «Лесеві історії. Експериментуй і дізнавайся»[4] (видавництво Старого Лева);
- 2019 — «Як я ботом була» (видавництво Комора)[5];
- 2019 — «Я і він. Про хлопчика без секретів» (Моя книжкова полиця);
- 2019 — колективна збірка ілюстрованих історій та казок «Казки під ялинку» (ВСЛ)
- 2020 — "Вибухова історія людства" (ВСЛ)
- 2021 — колективна збірка оповідань «Коли сніг пахне мандаринками» (Видавництво Старого Лева)